# Cover Me in Sunshine
Cover Me in Sunshine ist ein Lied der US-amerikanischen Popsängerin Pink und ihrer Tochter Willow Sage Hart aus dem Jahr 2021.

## Hintergrund
Das Lied wurde gemeinsam von Amy Allen und Maureen McDonald geschrieben beziehungsweise komponiert. Produziert wurde das Lied vom Produzentenduo The Struts, bestehend aus Jakob Jerlström und Ludvig Söderberg.
Die Erstveröffentlichung von Cover Me in Sunshine erfolgte als Single am 12. Februar 2021 durch das Musiklabel RCA Records. Am 21. Mai 2021 erschien es als Teil von Pinks zweiten Livealbum All I Know So Far: Setlist, dessen erste Singleauskopplung es ist.

## Musikvideo
Das dazugehörige Musikvideo entstand unter der Regie von Pink. Bis Mai 2025 zählte es über 105 Millionen Aufrufe auf YouTube.

## Rezeption

### Chartplatzierungen
| ChartsChartplatzierungen     | Höchstplatzierung | Wochen |
| ---------------------------- | ----------------- | ------ |
| Deutschland (GfK)            | 7 (38 Wo.)        | 38     |
| Österreich (Ö3)              | 3 (38 Wo.)        | 38     |
| Schweiz (IFPI)               | 4 (46 Wo.)        | 46     |
| Vereinigtes Königreich (OCC) | 52 (14 Wo.)       | 14     |

| ChartsJahrescharts (2021) | Platzierung |
| ------------------------- | ----------- |
| Deutschland (GfK)         | 21          |
| Österreich (Ö3)           | 15          |
| Schweiz (IFPI)            | 11          |

### Auszeichnungen für Musikverkäufe
| Land/Region                  | Auszeichnungen für Musikverkäufe (Land/Region, Auszeichnung, Verkäufe) | Verkäufe  |
| ---------------------------- | ---------------------------------------------------------------------- | --------- |
| Australien (ARIA)            | 4× Platin                                                              | 280.000   |
| Belgien (BRMA)               | Platin                                                                 | 40.000    |
| Dänemark (IFPI)              | Platin                                                                 | 90.000    |
| Deutschland (BVMI)           | Platin                                                                 | 400.000   |
| Frankreich (SNEP)            | Diamant                                                                | 333.333   |
| Kanada (MC)                  | 2× Platin                                                              | 160.000   |
| Neuseeland (RMNZ)            | 2× Platin                                                              | 60.000    |
| Österreich (IFPI)            | Platin                                                                 | 30.000    |
| Schweden (IFPI)              | 2× Platin                                                              | 160.000   |
| Schweiz (IFPI)               | Platin                                                                 | 20.000    |
| Vereinigtes Königreich (BPI) | Gold                                                                   | 400.000   |
| Insgesamt                    | 1× Gold · 15× Platin · 1× Diamant ·                                    | 1.973.333 |

Hauptartikel: Pink (Musikerin)/Auszeichnungen für Musikverkäufe